# 1996 RQ20
1996 RQ20, também escrito como 1996 RQ20, é um objeto transnetuniano (TNO) que está localizado no cinturão de Kuiper, uma região do Sistema Solar. Ele é classificado como um cubewano. Ele possui uma magnitude absoluta (H) de 6,9 e, tem um diâmetro estimado com cerca de 175 km, por isso é pouco provável que possa ser classificado como um planeta anão, devido ao seu tamanho relativamente pequeno.

## Descoberta
1996 RQ20 foi descoberto no dia 06 de setembro de 1996 pelo astrônomo D. L. Rabinowitz.

## Órbita
A órbita de 1996 RQ20 tem uma excentricidade de 0.102 e possui um semieixo maior de 43.996 UA. O seu periélio leva o mesmo a uma distância de 39.494 UA em relação ao Sol e seu afélio a 48.498.